# Italià
L'italià ( italiano (?·pàg.) o lingua italiana) és una llengua romànica parlada principalment a Europa: Itàlia, Suïssa, San Marino, Ciutat del Vaticà, com a segon idioma a Malta, Eslovènia i Croàcia, i per minories a Albània, Crimea, Eritrea, França, Líbia, Mònaco, Montenegro, Romania i Somàlia, i per les comunitats d'expatriats a Europa, a Amèrica i a Austràlia. Molts parlants són bilingües nadius tant de l'italià estandarditzat com d'altres llengües regionals.
D'acord amb les estadístiques de Bolonya de la Unió Europea, l'italià és parlat com a llengua materna per 59 milions de persones a la UE (13% de la població de la UE), principalment a Itàlia, i com a segona llengua per 14 milions (3%). Incloent els parlants italians en els països europeus no comunitaris (com Suïssa i Albània) i en altres continents, el nombre total de parlants és d'uns 85 milions.
A Suïssa, l'italià és una de les tres llengües oficials (el romanx és una llengua nacional, però no és oficial a tot el país); s'estudia i s'aprèn a totes les escoles de la confederació i es parla, com a llengua materna, en els cantons suïssos de Ticino i els Grisons (predominantment als Grisons italians) i pels immigrants italians que estan presents en gran nombre als cantons de parla alemanya i francesa. També és la llengua oficial de San Marino, així com l'idioma principal de la Ciutat del Vaticà. És cooficial a l'Ístria eslovena i al Comtat d'Ístria de Croàcia. La llengua italiana adoptada per l'Estat després de la unificació d'Itàlia es basa en el toscà, que prèviament era una llengua parlada principalment per la classe alta de la societat florentina. El seu desenvolupament també va ser influenciat per altres llengües italianes i per les llengües germàniques de les invasions bàrbares.
L'italià és descendent del llatí. A diferència de la majoria de les altres llengües romàniques, l'italià conserva el contrast del llatí entre consonants simples i consonants geminades. Com en la majoria de llengües romàniques, l'accent és distintiu. Entre les llengües romàniques, l'italià és la més propera al llatí en térmens de vocabulari.
L'italià presenta una gran diferenciació dialectal. Per exemple, hi ha dialectes italians molt més diferents entre si que el portuguès i el castellà, al sud; al nord, en alguna part del sud i a Sardenya, s'hi parla italià juntament amb les llengües locals (llombard, piemontès, lígur, català, vènet, francoprovençal, occità, emilià-romanyol, furlà, napolità, sard, sicilià).

## Controvèrsia i ocultació

### Annexionisme invisibilitzat
Fins ací, la versió tradicional de la romanística, que coincideix amb l'opinió oficial de l'Estat italià i amb la propaganda nacionalista italiana. De fet, durant moltes dècades la romanística internacional ha tingut constància que aqueixa definició oficial d'italià era propaganda política en sentit literal; però no s'hi ha fet gaire èmfasi, per motius pragmàtics.
Que l'italià presente "diferenciació dialectal" interna de grau superior al que distingeix el portuguès del castellà, ja ens problematitza la definició territorial de la llengua. I més encara si es constata que hi ha "diferenciacions dialectals" internes que, de fet, són de grau superior a tot el que distingeix el català del portuguès.
El cas és que la definició oficialista d'italià és un constructe ideològic produït pel nacionalisme panitalianista en què es basa l'existència de l'Estat italià actual. Des del punt de vista de la ciència lingüística, el domini lingüístic de l'italià, és a dir, el territori on l'italià constitueix la llengua autòctona, és molt més reduït.
D'antuvi, és incontrovertible que totes les parles situades al nord de la línia La Spezia-Rimini
s'inscriuen en la Romània Occidental: sonorització de P, T, K llatines intervocàliques en B, D, G; formació del plural afegint -S al singular. Per tant, és impossible que formen part de la llengua italiana, membre prototípic de la Romània Oriental: conservació de P, T, K llatines intervocàliques; formació del plural canviant la vocal final.
Un altre tipus d'acumulacions d'isoglosses significatives permet dubtar seriosament que les parles del sud itàlic, a l'entorn de Nàpols i de Sicília, puguen ser considerades seriosament com a formant part del mateix sistema lingüístic que l'italià.

### Italià i llengües subsumides
Així, doncs, en termes generals l'anàlisi lingüística divideix el presumpte domini lingüístic italià en tres grans blocs: septentrional, central i meridional. Només el bloc central pot considerar-se com a lingüísticament italià.
Es debat si les parles del nord constitueixen una única llengua, o bé dues: d'una banda, el padà (o gal·loitàlic), compost per piemontès, llombard, lígur i emilà-romanyol; de l'altra, el vènet. Pel que fa al sud, hi ha motius per a postular l'existència de dues llengües prou caracteritzades: el napolità i el sicilià.
L'italià, doncs, seria el que queda enmig, i vindria a coincidir amb el terç central de la Península Itàlica (amb Còrsega); és a dir, des del punt de vista administratiu comprendria Còrsega, la Toscana, les Marques centrals, Úmbria, el Laci i els Abruços septentrionals. Tot i això, i de manera força discutible, alguns lingüistes qüestionen, fins i tot, la italianitat del romanesc, parla pròpia de Roma. El cors, en tot cas, és una de les formes d'italià més properes a l'estàndard.

### Aproximació a l'italià real
La llengua italiana pròpiament dita seria constituïda, doncs, pels grups dialectals i dialectes següents:
- cors (corso), amb Bastia i Ajaccio, i incloent-hi el gal·lurès i el sassarés de l'extrem septentrional de Sardenya;
- toscà (toscano), amb Florència, Siena, Massa, Carrara, l'illa d'Elba, etc.;
- umbro-marquesà (umbro-marchigiano), compost de 
  - marquesà central (marchigiano centrale),[11] amb Ancona, Macerata, etc.;
  - umbre (umbro), amb Perusa, Orvieto, Terni, Viterbo, etc.;
- lacià (laziale), compost de
  - romanesc (romanesco), o lacià occidental, amb Roma i la seva comarca;
  - lacià centro-septentrional (laziale centro-settentrionale), amb Frosinone, Latina, etc.;
- sabí (sabino), amb Rieti, L'Aquila, etc. Inclou el ciociaro.

### Els mecanismes d'ocultació
Aquesta realitat, sorprenent per al públic no avesat, s'explica per motius sociolingüístics i polítics de persistència multisecular.
Arran del Renaixement, la parla florentina (Dante, Boccaccio, Petrarca) adquirí un prestigi molt gran, i per aquesta via acabà imposant-se a tota la península, i a Sicília, com a llengua de l'alta cultura i de l'administració, i acabà rebent el nom antonomàstic d'italià, cosa que permetia jugar amb el terme Itàlia referit al conjunt peninsular: si Nàpols i Llombardia eren Itàlia, l'italià havia d'ésser la seua llengua, tant més que la feien servir els administradors i els intel·lectuals (i a penes ningú més, fora del domini lingüístic de l'italià estricte).
A les alçades del Risorgimento, es considerà que tots els territoris on l'italià era la llengua que feia funcions d'estàndard i d'oficialitat eren, alhora, territoris on l'italià era la llengua autòctona, i, per tant, constituïen el domini lingüístic italià. En conseqüència, es considerà que constituïen globalment una única nació caracteritzada per la comunitat de llengua i de cultura.
Sobre aqueixa ideologia es construí el projecte d'unificació italiana. En reeixir aqueixa, el principi esdevingué ideologia oficial d'Estat. I l'Estat feu tot el possible per a dur-lo a la pràctica, tot imposant l'italià com a única llengua concebible i negant la condició de llengua a totes les altres llengües així subsumides.
A les alçades de mitjans segle xx, la política lingüicida de l'Estat havia aconseguit convèncer tots aquests al·lòfons que no parlaven llengües diferents de l'italià, sinó mers dialetti inclosos en el marc general de la llengua italiana, els quals se suposava que ja tenien en l'italià el registre estàndard que els calia.

### Situació actual
D'ençà mitjans segle xx, s'hi ha aconseguit d'engegar un procés de substitució lingüística en favor de l'italià, que, amb tot, encara es troba en qüestió, perquè encara hi ha milions de parlants d'aqueixes llengües subsumides en l'italià, que la cultura oficial insisteix a menystenir com a mers dialetti italians, fins al punt d'excloure's de la tímida protecció que esbossa la llei de 1999.
Al nord postindustrial, la situació sociolingüistica de les llengües autòctones (padà, vènet) és especialment dura. Al sud, però, napolità i sicilià semblen resistir amb especial vigor la substitució tendencial, per via d'ús restringidament col·loquial.

### El cas del cors
El reconeixement tendencial de l'estatus de llengua per al cors és un subproducte de tot plegat que il·lumina força sobre la Realpolitik i els jocs político-sociolingüístics. Resulta especialment simptomàtic que, malgrat tanta persistència irredemptista --ni que sigui en noves formes--, l'Estat italià s'oblidi sempre del cors, la parla més anàloga a l'antonomàstic toscà; i és que enfrontar-se amb l'Estat francès és qüestió delicada. Quant a França, no té cap intenció de reconèixer que ocupa territori italòfon. Els nacionalistes corsos, finalment, eviten afirmar la italianitat de la seua llengua per a evitar majors complicacions internacionals, a banda de constar-los que l'Estat italià se'n desentén. O siga: que el cors (italià prototípic) és una llengua diferent de l'italià, mentre que el padà (més similar al francès, al rètic o al català que no a l'italià) és un conglomerat de dialectes italians prototípics.

### L'«italià exterior»
Quant als presumptes italòfons externs a l'Estat italià, històricament, en el millor dels casos, han sigut al·lòfons que -per les vies que hem vist-- tenien interioritzada la curiosa idea que l'italià era el registre culte de llur parla espontània. Així, els dialectes «italians» de l'Estat francès, de San Marino, de la Suïssa «italiana», són variants zonals de la llengua padana; els d'Eslovènia i Croàcia, formes de furlà o, sobretot, de vènet; els «italians» de la diàspora, distanciats de l'Estat italià a temps, o bé perden llur llengua o bé conserven la que tenien, i no és l'italià en tres quarts dels casos; l'italià de Malta -país de llengua semítica-- ha sigut sempre virtual; la presència de l'italià a Somàlia i a Eritrea és un mer subproducte colonial; e così via. Amb aquesta classe de materials es bastí tot l'edifici de l'irredemptisme italià.
És cert, però, que l'italià és la llengua autòctona del Vaticà: és situat en plena Roma.

## Història

### Orígens
La llengua italiana estàndard té un origen poètic i literari al segle xii, i la moderna llengua estàndard ha sigut en gran part determinada per esdeveniments relativament recents. No obstant això, l'italià com a llengua usada a la península italiana té una història més llarga. De fet, els textos més antics que sobreviuen que sens dubte es poden qualificar d'italià (o més exactament, vernacle, a diferència del seu predecessor, el llatí vulgar) són fórmules legals conegudes com els Placiti cassinesi del ducat de Benevent; aquests daten del 960-963, tot i que l'Endevinalla veronesa conté una forma tardana del llatí vulgar que pot ser vista com un molt primerenc dialecte italià. El que vindria a ser considerat com l'italià es va formalitzar per primera vegada al segle xiv a través de les obres de l'escriptor de la Toscana Dante Alighieri, que escrivia en el seu natal dialecte florentí. Els poemes èpics del Dante, coneguts en conjunt com la Commedia, els quals un altre poeta toscà Giovanni Boccaccio posteriorment va marcar amb el títol divina, varen ser llegits a tot Itàlia i el seu dialecte escrit es va convertir en la "norma canònica" que tots els italians educats (cultes) podien entendre. Dante encara es reconeix com l'estandarditzador de la llengua italiana i, per tant, el dialecte de Florència es va convertir en la base del que es convertiria en l'idioma oficial d'Itàlia.
L'italià era sovint una llengua oficial dels diversos estats italians anteriors a la unificació, que lentament usurpà el lloc del llatí, fins i tot quan eren governats per potències estrangeres (com els aragonesos al Regne de Nàpols, o els austríacs al Regne Llombardovènet), tot i que les masses parlaven llengües i dialectes vernacles principalment. L'italià també va ser un dels molts idiomes reconeguts en l'Imperi austrohongarès.
Itàlia sempre ha tingut un dialecte distintiu de cada ciutat, perquè les ciutats, fins fa poc, eren considerades com a ciutats estat. Aquests dialectes ara tenen considerables variants. Atès que el derivat de la Toscana va arribar a ser usat en tot Itàlia, les característiques de la parla local es varen adoptar de manera natural, i varen produir diverses versions regionals de l'italià. Les diferències més característiques, per exemple, entre el romà i el milanès són la geminació de les consonants inicials i la pronunciació de la "e" tònica i de la "s" en alguns casos: per exemple, Va bene "bé", "va bé", "tot correcte": es pronuncia [va bːɛne] per un romà (i per a qualsevol parlant estàndard), [va bene] per un milanès (i per qualsevol parlant del dialecte nadiu que es trobe al nord de la Línia Massa-Senigallia); a casa és [a ˈkːasa] per al romà i estàndard, [a ˈkaza] per al milanès i en general al nord.
En contrast amb la llengua italiana del Nord, els dialectes i llengües del sud d'Itàlia romangueren en gran manera al marge de les influències franco-occitanes introduïdes a Itàlia, principalment pels bards de França, durant l'edat mitjana, però, després de la conquesta normanda de la Itàlia meridional, Sicília es va convertir en la primera terra italiana a adoptar estats d'ànim occitans lírics (i paraules) en la poesia. Fins i tot en el cas de la llengua del nord d'Itàlia, però, els estudiosos tenen cura de no exagerar els efectes dels estrangers en els desenvolupaments indígenes naturals dels idiomes.
El poder econòmic i el desenvolupament relativament avançat de la Toscana en aquella època (baixa edat mitjana) va donar el seu pes al dialecte, tot i que el vènet va seguir present de manera generalitzada en la vida comercial medieval italiana, i el lígur (o genovès) es van mantenir en ús en el comerç marítim a la riba del Mediterrani. La creixent rellevància política i cultural de Florència durant els períodes de l'ascens del Banc Medici, l'humanisme, i el Renaixement va fer del seu dialecte, o més aviat d'una versió refinada d'aquesta, un estàndard en les arts.

### Renaixement
Començant amb el Renaixement, l'italià es va convertir en l'idioma emprat en els tribunals de tots els estats de la península. El re-descobriment de l'obra de Dante De vulgari eloquentia i un renovat interès per la lingüística al segle xvi, va provocar un debat, que es va estendre per tot Itàlia, sobre els criteris que han de regir la creació d'una llengua italiana literària i parlada moderna. Els estudiosos es varen dividir en tres faccions:
- La purista, dirigida pel venecià Pietro Bembo (que, en el seu Gli Asolani, afirmava que l'idioma només pot basar-se en els grans clàssics de la literatura, com ara Petrarca i una part de Boccaccio). Els puristes pensaven que la Divina Comèdia no era prou digna, puix que utilitza elements de registres no lírics de la llengua.
- Maquiavel i altres florentins preferien la versió parlada per la gent comuna en els seus propis temps.
- Els cortesans, com Baldassare Castiglione i Gian Giorgio Trissino, insistien que cada llengua vernacla contribuís a la nova norma.

Una quarta facció afirmava que el millor italià era l'adoptat per la cort papal, que era una barreja de florentí i el dialecte de Roma. Amb el temps, les idees de Bembo varen prevaldre, i la fundació de la Accademia della Crusca a Florència (1582-1583), l'òrgan legislatiu oficial de la llengua italiana va portar a la publicació del tom llatí d'Agnolo Monosini Floris Italicae lingue libri novem el 1604, seguit pel primer diccionari italià el 1612.

### Edat moderna

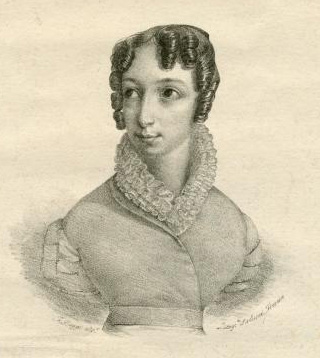
Retrat de Caterina Lipparini (1792-1855), qui va crear el paper d'Elisabetta de Donizetti Otto mesi en el seu degut mineral, Nàpols, 1827

Un esdeveniment important que va ajudar a la difusió de la llengua italiana va ser la conquesta i ocupació d'Itàlia per Napoleó a principis del segle xix (cal recordar que Napoleó era d'ascendència italo-corsa, i que la seua llengua nadiua era el cors). Aquesta conquesta va impulsar la unificació d'Itàlia algunes dècades després i va empènyer la llengua italiana a convertir-se en una lingua franca, utilitzada no només entre el clergat, la noblesa i els funcionaris dels tribunals italians, sinó també en el si de la burgesia.

### Època contemporània
La primera novel·la moderna de la literatura italiana, I promessi sposi (Els promesos), d'Alessandro Manzoni, va definir posteriorment l'estàndard com a "esbandir" el seu milanès "en les aigües de l'Arno" (un riu de Florència), com afirma en el pròleg a la seua edició 1840.
Després de la unificació, un gran nombre de funcionaris i soldats reclutats a tot el país va introduir moltes més paraules i modismes dels seus idiomes d'origen ("ciao" es deriva de la paraula veneciana "s-cia[v]o" (esclau), "panettone" ve del mot llombard "panetton", etc.). Només el 2,5% de la població d'Itàlia podia parlar el llenguatge estandarditzat italià correctament quan la nació es va unificar el 1861.

## Classificació
L'italià és una llengua romànica i, per tant, és un descendent del llatí vulgar. L'italià estàndard es basa en el toscà, especialment en el seu dialecte florentí i, per tant, és una llengua italodàlmata, grup al qual pertanyen el sicilià i l'extint dàlmata, entre alguns altres.
A diferència de la majoria de les altres llengües romàniques, l'italià conserva el contrast del llatí entre consonants simples i consonants geminades. Com en la majoria de llengües romàniques, l'accent és distintiu. En particular, entre les llengües romàniques, l'italià és la més propera al llatí en térmens de vocabulari La similitud lèxica és d'un 89% amb el francès, del 88% amb el català, del 85% amb el sard, del 82% amb el castellà i el portuguès, del 78% amb el retoromànic, i del 77% amb el romanès.
Tradicionalment s'ha discutit la posició de l'italià com a llengua, dins de les nombroses classificacions proposades per a les llengües romàniques. La més estesa és la que separa aquest grup de llengües en dues branques:
1. El vessant occidental, que inclou el gallec/portuguès, l'asturlleonès, el castellà, l'aragonès, el català, l'occità, el francès (entre altres llengües d'oïl), l'arpità, el retoromànic (romanx, ladí i furlà), el gal·loitàlic (llombard, piemontès, emilià-romanyol, lígur), el vènet i el sard.
2. El vessant oriental, que inclou el romanès (dacoromanès, aromanés, macedoromanés, istroromanès), al costat del grup italodàlmata que inclou l'extint dàlmata; més el sicilià, el napolità[15] i l'italià o, més pròpiament, toscà. En aquesta última branca (encara que amb algunes discussions) és on usualment s'inclou l'abrucés.

## Fonologia

### Consonants
L'inventari consonàntic de l'italià ve donat per:
|            | Labial | Alveolar | Palatal | Velar |
| ---------- | ------ | -------- | ------- | ----- |
| Nasal      | m      | n        | ɲ       | ŋ     |
| Oclusiva   | p b    | t d      |         | k ɡ   |
| Africada   |        | ts dz    | tʃ dʒ   |       |
| Fricativa  | f v    | s z      | ʃ       |       |
| Vibrant    |        | r        |         |       |
| Lateral    |        | l        | ʎ       |       |
| Aproximant |        |          | j       | w     |

L'italià té un sistema típicament romànic format per 7 vocals amb quatre graus d'obertura, format per /a, ɛ, e, i, ɔ, o u/, més 24 fonemes consonàntics. El so fonètic [ŋ] no el produeix una consonant o una combinació consonàntica com a tal; el so es forma en col·locar la consonant "n" seguida d'una consonant velar, com en català amb els mots "fang", "sang", etc. L'italià com qualsevol llengua al món, posseeix paraules d'origen estranger, la qual cosa representa algunes addicions de sons fonètics; per exemple les vocals [ə] i [ø], les quals es troben en paraules com "liseuse" ['lizøz] i "fohn" ['føn]; o la vocal [y] en paraules com "buvette" [by'vɛt] i "fuseaux" [fy'zo]. Comparada amb altres llengües romàniques, l'italià és altament conservador en fonologia.

### Vocals
El sistema vocàlic de l'italià estàndard, com es veu ací davall, és pràcticament igual al del català occidental. Comprèn set fonemes /a, ɛ, e, i, ɔ, o, u/. Aquests set fonemes vocàlics es troben en la síl·laba accentuada (tònica), mentre que en la síl·laba no accentuada es redueixen a cinc /a, e, i, o, u/ (en atonia, l'oposició d'obertura vocàlica és neutralitzada en les vocals mitjanes)
|             | Anterior | Posterior |
| ----------- | -------- | --------- |
| Tancada     | i        | u         |
| Semitancada | e        | o         |
| Semioberta  | ɛ        | ɔ         |
| Oberta      | a        | a         |

Les vocals de l'italià. Extret de Rogers & d'Arcangeli (2004)

Les vocals col·locades en una síl·laba accentuada oberta (que no vaja seguida d'una consonant pertanyent a la mateixa síl·laba) són sempre llargues, llevat que estiguen al final de les paraules (sciame [ˈʃaː.me]). Segons alguns lingüistes (com Luciano Canepari), fins i tot les vocals en síl·laba tònica tancada serien llargues, però això sovint no es reporta en les transcripcions. Cap al nord, però, on els dialectes no fan geminació, les vocals es pronuncien sovint totes iguals i la diferència de llargada és mínima.

## Prosòdia
En italià l'accent és mòbil. Les paraules es divideixen en quatre grups, segons quina siga la síl·laba accentuada:
- Paraules agudes (en italià tronchi): l'accent recau en l'última síl·laba. Els mots aguts generalment es deriven de la tercera declinació del llatí; les paraules que deriven en general de l'acusatiu singular han patit una caiguda de l'arrel (virtus > ac.virtutem, caiguda de tem a partir de la qual sorgeix l'italià virtù; pietas > ac. pietatem caiguda de tem de la qual sorgeix pietà). Les paraules d'origen italià inqüestionable, quan no són monosíl·labs truncats o monosíl·labs acabats en vocal i sense accent, serien bisíl·labs i s'escriurien amb accent escrit obligatori: metà, già, etc.
- Paraules planes: l'accent recau en la penúltima síl·laba. La major part de les paraules en italià tenen l'accent en aquesta síl·laba. En llatí les paraules agudes eren molt poques i no hi havia biesdrúixoles; per aquesta raó la major part de les paraules italianes són planes o esdrúixoles. Exemples: andàre, farìna, cosciènza.
- Paraules esdrúixoles: accent tònic a l'antepenúltima síl·laba. Exemples: lìmite, aspàragi, bòtola.
- Biesdrúixoles: accent tònic en la quarta síl·laba. Són rares, i es tracta generalment d'entrades verbals (òccupano, èsitano), de vegades construïdes amb pronom enclític (diménticalo). L'addició de més afixos pronominal pot produir paraules excepcionalment accentuades en la cinquena síl·laba (triesdrúixoles: diménticatelo) o fins i tot en la sisena (quadriesdrúixoles: fàbbricamicelo)[18][19]

## Ortografia
L'italià té una ortografia prou regular, en què cada lletra o dígraf té una pronunciació fixa, amb excepcions predictibles. Es caracteritza per la conservació de les vocals finals, i per la pronunciació de les consonants geminades (consonants dobles). L'accent tònic es troba normalment en la penúltima síl·laba, però també pot estar en l'última o en l'avantpenúltima.
Algunes regles de pronunciació poden, però, confondre als catalanòfons. Per exemple, la c seguida d'e o i es pronuncia «tx» (IPA /tʃ/), mentre que davant d'a, o i u es pronuncia /k/. Per tal de mantenir el so /k/ davant de e o i, caldrà afegir una h: chiamo es pronuncia «quiamo» (IPA /'kja.mo/). Per a obtenir el so «tx» davant de la resta de vocals s'afegeix una i: ciao es pronuncia "txao" /'tʃao/ (la i no es pronuncia).
De forma anàloga, davant de e o i, la g es pronuncia IPA /ʤ/ com en occità o català occidental, i semblant al català oriental /ʒ/. Es pronunciarà /g/ (com a gat) davant de la resta de vocals (tal com passa en català). La h i la i es fan servir també per a modificar la seua pronunciació.
Les consonants dobles es diferencien de les simples en la pronunciació. Una analogia amb el català és la m d'«immoble».
L'italià utilitza 21 lletres de l'alfabet llatí. En efecte, les lletres k, j, w, x i y es fan servir únicament en paraules d'origen estranger o variants gràfiques d'escriptura, d'ús cada vegada més comú en la comunicació escrita a Internet i els missatges instantanis en telèfons mòbils. Igual que el francés, l'italià gasta el grup consonàntic gn, per a representar el so del dígraf català ny. Utilitza el grup de lletres gli per a fer un so similar al del portugués lhi, o al català lli.
En el cas de la lletra h, molt poques paraules italianes la tenen de manera isolada, incloent-hi les formes conjugades en present del verb avere (tenir). Normalment apareix en els grups ch i gh, equivalents en català a qu i gu seguits de e o i, respectivament. De forma anàloga, c i g es combinen amb la i davant de a, o, i u, per a obtenir el mateix so que c i g davant de e i i; en aquest cas, la i és muda i només modifica el so de la lletra a la qual precedeix.
En italià, com en francés i en català, es produeixen moltes contraccions, les quals s'indiquen mitjançant un apòstrof ('). Exemple: L'ora ("L'hora"), en lloc de La ora.
L'italià, com el català, utilitza dos accents a l'hora d'escriure: l'accent greu o obert (`), damunt de a, e, i, o, u (à, è, ì, ò, ù), i l'accent agut o tancat (´), només damunt la e (é) en paraules com perché («per què», «perquè») i unes altres conjuncions compostes per preposicions, adverbis i el ché («què»), els quals sempre recauen en la darrera síl·laba. Aquests accents tenen valor fonològic.

## Gramàtica
La gramàtica italiana presenta nombroses similituds amb la francesa, la portuguesa, la castellana o la catalana, amb les quals comparteix la pertinença a la família de les llengües romàniques.

### Substantius
Els substantius tenen dos gèneres: masculí i femení, així com dos nombres: singular i plural. Les principals terminacions, per gènere i nombre, són:
- masculí en -o, plural en -i: libro, libri
- masculí o femení en -e, plural en -i: fiore, fiori; luce, luci
- masculí en -a, plural en -i: poeta, poeti
- femení en -a, plural en -e: scala, scale

Són invariables en italià els substantius que acaben en vocal accentuada ( la virtù / li virtù - la virtut / les virtuts), els substantius (gairebé tots d'origen estranger) que acaben en consonant ( il bar / i bar  - el bar / els bars), els substantius que acaben en -i no accentuada ( il bikini / i bikini , la crisi / li crisi - el biquini / els bikinis, la crisi / les crisis), i molts altres substantius.
Els substantius que acaben en  -a  solen ser femenins, mentre que els acabats en  -o  solen ser masculins, i els que acaben en  -i  poden ser masculins o femenins. El plural es forma en  -i  quan la paraula acaba en  -a  o en  -i  quan la paraula acaba en  -o  o  -i . Hi ha, en canvi, una multitud d'excepcions que es deriven dels térmens llatins, per exemple: la mano i el seu plural le mani, tots dos femenins.
Hi ha un grup prou nombrós de mots que tenen plurals dobles.
Alguns noms masculins en -o, bé tenen el plural regular en -i, de gènere masculí, o bé en tenen un altre en -a, de gènere femení. En la major part o molts dels casos el plural masculí té un significat figurat, mentre el femení s'usa en sentit propi; però no sempre és així. En absència d'una regla general, l'unica solució és de recórrer al diccionari i examinar els diversos casos un per un.
- budello	▶ budelli / budella
- calcagno ▶ calcagni / calcagna
- cervello	 ▶ cervelli / cervella
- corno ▶ corni / corna
- cuoio ▶ cuoio / cuoia
- dito ▶ diti / dita
- filo	▶ fili / fila
- fondamento ▶ fondamenti / fondamenta
- labbro ▶ labbri / labbra
- lenzuolo ▶ lenzuoli / lenzuola
- muro ▶ muri / mura ('muri' indica la simple obra, considerada separadament: i muri portanti, i muri di collegamenti; El plural femení 'mura' s'usa quand hom es refereix a l'obra de murs en la seua totalitat, com a recinte o muralla: le mura della città, le mura domestiche, le mura di casa.
- urlo ▶ urli / urla

Hi ha un grup prou nombrós de mots, majoritàriament referents a parts del cos humà, que en singular acaben en  -o  i són de gènere masculí, mentre que en plural acaben en  -a  i passen a ser de gènere femení, per exemple:  il braccio / le braccia  (el braç / els braços) o  l'uovo / le uova  (l'ou / els ous). Originalment aquests mots tenien gènere neutre en llatí,  brachium / brachia  i  ovum / ova .

### Articles
Els articles en italià són de dos tipus: indeterminat i determinat. Els primers serveixen per a indicar un element genèric d'un tot, mentre els segons, per indicar un element específic d'un tot.
Articles indeterminats:
- Masculí singular: un, uno (davant de paraules que comencen per z, gn, x, pn, ps o s impura, és a dir, la s seguida per una consonant)
- femení singular: una, un' (davant de paraules que comencen per vocal)

No hi ha una forma plural única autèntica; per això es pot fer ús de l'article partitatu masculí (dei; degli, davant de mots que comencen per z, gn, x, pn, ps, o s impura) o femení (delle).
Articles determinats :
- Masculí singular: il (es contrau en l' davant de paraules que comencen per vocal), lo (davant de paraules que comencen per z, gn, x, pn, ps, o s impura)
- femení singular: la (es contrau en l' davant de paraules que comencen per vocal)
- masculí plural: i, gli (davant de paraules que comencen per z,x, gn, pn, ps, s impura o vocal)
- femení plural: le

La contracció de gli davant de paraules que comencen per i, i de le davant de paraules que comencen per e («gl'individui», «l'erbe») es considera a hores d'ara arcaica. En el llenguatge burocràtic i legal existeix la tendència a no contraure la davant d'una vocal: «la espressione».
Nota: l'elecció de l'article s'efectua sobre la base de la paraula que segueix, encara si aquesta no és un substantiu, sinó una part del discurs.
Alguns exemples:
| il bravo attore           |  | l'attore                                                      |
| il bello specchio         |  | lo specchio                                                   |
| lo strano comportamento   |  | il comportamento                                              |
| la forte eco              |  | l'eco (NB: eco en singular és un substantiu de gènere femení) |
| i piccoli gnomi           |  | gli gnomi                                                     |
| gli stessi problemi       |  | i problemi                                                    |
| uno stupido inconveniente |  | un inconveniente                                              |
| il quasi spento zolfo     |  | lo (spento) zolfo                                             |
| il suo zaino              |  | lo zaino                                                      |
| la nostra amica           |  | l'amica                                                       |

A les diferents formes de l'article determinat li corresponen altres tantes variants de l'adjectiu demostratiu quello: quello specchio, quel comportamento, etcètera.

### Pronoms personals
Els pronoms personals subjectes se sobreentenen, llevat que es vulga insistir en la persona que realitza l'acció.
|                        | Singular                                                                                | Plural                   |
| ---------------------- | --------------------------------------------------------------------------------------- | ------------------------ |
| 1a persona             | io - jo                                                                                 | noi - nosaltres          |
| 2a persona (informal)  | tu - tu                                                                                 | voi - vosaltres          |
| 2a persona (cortesia)  | Lei - vosté (molt formal)                                                               | Voi - vostés             |
| 3a persona (literària) | egli - ell (animat) esso - ell (inanimat) ella - ella (animada) essa - ella (inanimada) | essi - ells esse - elles |
| 3a persona (usual)     | lui - ell lei - ella                                                                    | loro - ells/es           |
Les gramàtiques tradicionals italianes diuen que cal fer servir els pronoms egli (‘ell'), ella (‘ella’), essi (‘ells') quan fan de subjecte i que cal utilitzar lui (‘ell'), lei (‘ella’) i loro (‘ells') quan fan de complement. Tanmateix, hui gairebé ningú no fa servir egli, ella i essi com a subjecte. Això ha fet que fins i tot algunes gramàtiques i manuals escolar de la llengua italiana ja utilitzen en tots els casos lui, lei i loro.

### Verbs
Els verbs es poden conjugar en indicatiu, subjuntiu, condicional i imperatiu. Existeixen també tres formes impersonals: infinitiu, gerundi i participi.
Els verbs es divideixen en tres categories o conjugacions: els verbs en -are, els verbs en -ere i els verbs en -ire.
Alguns verbs, com essere (ésser, estar), són irregulars.
Al «passato prossimo» (pretèrit perfecte) s'utilitza tant el verb essere (ésser) com el verb avere (haver) segons el tipus de verb que acompanyen (de moviment, d'estat, reflexiu. ..). S'utilitza "essere" en alguns verbs intransitius de moviment, tal com també passa en occità, francès (être, avoir) o en alemany (sein, haben). Si s'utilitza el verb essere, el participi concorda en gènere i nombre amb el subjecte. Per exemple: Sono venuto (He vingut) Sono caduti (Han caigut) (en lloc de *Sono caduto) 
El «present indicatiu» d'essere  (ésser, estar) i avere (haver, tenir) és:
|         | essere | avere   |
| ------- | ------ | ------- |
| io      | sono   | ho      |
| tu      | sei    | hai     |
| lui/lei | è      | ha      |
| noi     | siamo  | abbiamo |
| voi     | siete  | avete   |
| loro    | sono   | hanno   |

## Trets evolutius de l'italià
- Geminació dels grups consonàntics ct i pt, del llatí, que passen la consonant doble tt. Exemples: llatí acceptāre 'acceptar' > italià accettare (tot i que hi ha alguna excepció com  praticare  i els seus derivats), i lat. oct 'huit' > it. otto. El resultat per a -ct- contrasta amb les llengües romàniques occidentals, incloent les gal·loitàliques del nord d'Itàlia, que en aquesta posició presenten palatalització.
- Palatalització dels grups consonàntics pl i cl, del llatí, pels grups pi y chi. Exemples: piano 'pla' (del llatí planus), più 'més' (del llatí plus), chiesa 'església' (del llatí ecclesia)
- Pèrdua de la s final llatina. Exemples: Gesù 'Jesús' (del llatí Iesus), Giovanni 'Joan' (del llatí Iohannes).
- Pèrdua de la i dels diftongs finals llatins. Exemples: impero (del llatí imperium), essenza (del llatí esentia)

## Lèxic

Varietats de llengües italocentrals, gal·loitàliques i sardes. L'italià estaria constituït per toscà, umbro-lacià, marquesà central, romanesc, sabí i ciociaro, al continent; a les illes, per gal·lurés, sassarés i (fora de mapa) cors

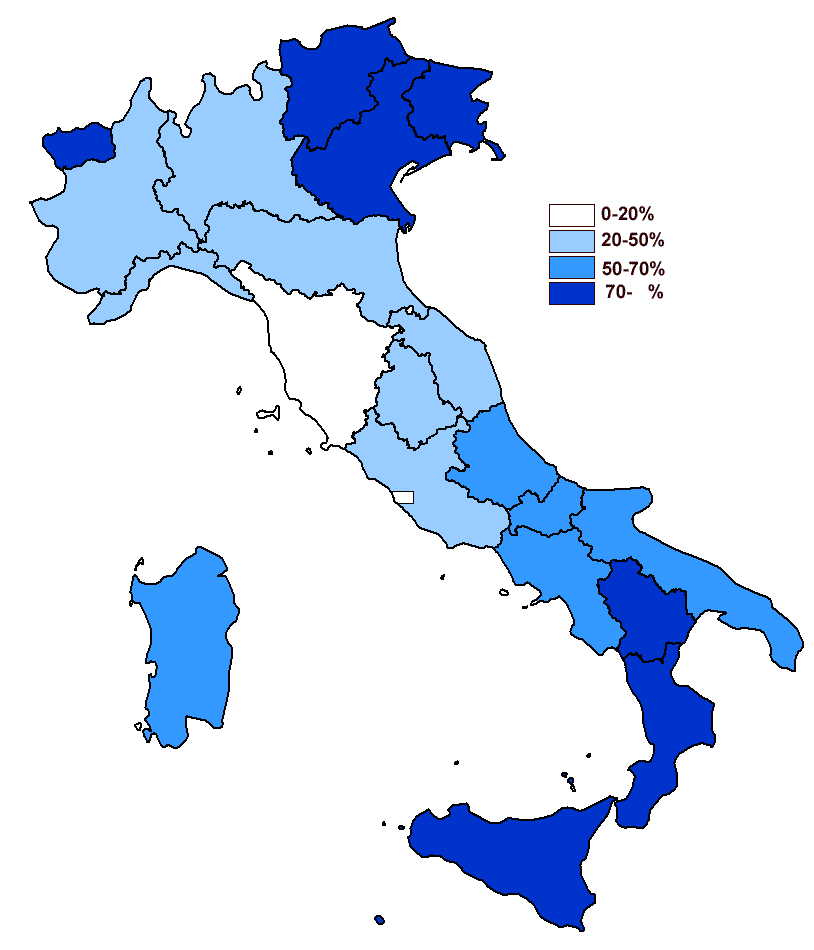
Percentatge de persones que usen la llengua regional en el context familiar l'any 1980, per regions

El lèxic de la llengua italiana és descrit hui per nombrosos diccionaris, fets amb criteris moderns, que inclouen entre 100.000 i 150.000 paraules d'ús consolidat.
En el curs dels segles el lèxic de l'italià ha acollit nombrosos manlleus i calcs lingüístics d'altres llengües i cultures.

### Manlleus de llengües prellatines
Algunes paraules de l'italià deriven de llengües parlades a Itàlia abans de l'adveniment del llatí. Tenen aquest origen, per exemple, persona (provinent de l'etrusc) i bufalo (provinent de l'osco-umbrià). Se suposa que aquestes paraules han entrat en l'italià i en els seus dialectes per mitjà del llatí.

### Llatinismes
El lèxic italià deriva en part fonamental del llatí, tant del vulgar com del clàssic, aquest darrer pel que fa al lèxic científic i filosòfic.

### Hel·lenismes
Del grec han entrat molts de termes científics i religiosos, aquests darrers deguts a la difusió de la Vulgata de la Bíblia: parola (paraula), angelo (àngel), chiesa (església), martire (màrtir), etc.

### Hebraïsmes
De l'hebreu deriven paraules emprades en els ritus cristians com: sabato (dissabte), osanna, al·leluia, pasqua (pasqua, setmana santa) i d'altres com manna.

### Arabismes
És nombrós el lèxic que prové de paraules àrabs, entre les quals diversos termes alimentaris (arancia, limone, spinaci, zucchero), termes comercials i administratius (dogana, fondaco, magazzino, tariffa, sultano, califfo, sceicco, ammiraglio), científics (alchimia, alambicco, elisir), matemàtics (algebra, algoritmo, cifra, zero) i recentment termes referits a la cultura àrab com burqa, intifada i kefiah.

### Gal·licismes
Del francés medieval, o de l'occità, provenen molts termes, per exemple: burro, cugino, giallo, giorno, mangiare, manicaretto, saggio, savio, cavaliere, gonfalone, usbergo, sparviere, levriere, dama, messere, scudiero, lignaggio, liuto, viola, gioiello... ; després de l'edat mitjana els manlleus de l'àrea francesa es redueixen, per a reprendre en ocasió de l'ocupació de la Llombardia en el segle xv (maresciallo, batteria, carabina, i també bignè, besciamella, ragù).
En l'època de les llums i la napoleònica, entraren per exemple: rivoluzione, giacobino, complotto, fanatico, ghigliottina, terrorismo.
En el huit-cents entren encara paraules com: casseruola, maionese, paté, menù, ristorante, crêpe, omelette, croissant (cuina); boutique, décolleté, plisse, griffe, prêt-à-porter, fuseaux (moda); boulevard, toilette, sarcasmo, cinema, avanspettacolo, soubrette, boxeur (anglicisme passat al francés), chassis.

### Germanismes
En gran part d'origen longobard o got, per exemple: guerra, zanna, grinfia, stambecco, sapone, vanga, banda, guardia, elmo, albergo, spola, guercio, stanga.

### Iberismes
Del castellà, durant l'ocupació dels Habsburg, han entrat en l'italià termes com infante, posata, brio, creanza, lazzarone, etichetta, sfarzo, sussiego, puntiglio, zaino, parata, guerriglia; i també els americanismes cacao, ananas, amaca, cioccolata...
Del portugués deriven paraules com mais, patata, condor, lama, banana, cocco, tots americanismes; o mandarino, pagoda, mots d'origen xinès... Entre aquestes, moltes tenen origen en els nous referents provinents de la descoberta d'Amèrica.

### Anglicismes

Països amb una important comunitat d'italoparlants

Des de l'anglès entren molts termes relatius al desenvolupament tecnològic i econòmic. Molts són manllevats per necessitat o també perquè no poden ser traduïts amb paraules ja existents: kit, jeans, film, killer, partner, okay, puzzle, scout, spray, west, punk, rock; lèxic financer com budget, marketing, meeting, business, part-time; lèxic informàtic com click, cliccare, computer, formattare, hardware, software, mouse; i lèxic esportiu com goal, corner, cross, assist, baseball, basketball, sponsor, hobby, zoom...

## Presència en el món
Les estimacions de la Societat de Lingüística Internacional diuen que al món hi ha prop de 66,5 milions de persones que parlen italià, 60 dels quals viuen a Itàlia i 6,5 a l'estranger.

### Llengua oficial
L'italià és llengua oficial a Itàlia, a San Marino, a la Ciutat del Vaticà (juntament amb el llatí), a Suïssa (juntament amb l'alemany, el francés i el romanx), a tres municipis d'Eslovènia i a la regió d'Ístria, a Croàcia.